# Харик Віктор Борисович
Ві́ктор Борисович Ха́рик ( 20 травня 1957, Київ) — український шрифтовий дизайнер. Автор першого національного шрифту в сучасній історії кримських татар.

## Життєпис

Шрифт «Лонгфелло», 1980 рік

Ескіз шрифту «Літопис», 1983 рік

Народився 20 травня 1957 р. у Києві. 
Вивчав художнє оформлення у Київському художньо-промисловому технікумі (1972—1976)
1976—1982 — навчався в Українському поліграфічному інституті імені Івана Федорова (нині Українська академія друкарства) на відділенні художньо-технічного оформлення поліграфічної продукції.
З 1976 почав співробітництво з київськими видавництвами, для яких займався оформленням обкладинок та книжок.
1977 — пише студентську дослідницьку роботу «Походження слов'янської писемності».
1977 — виставка студентських робіт у Києві, де вперше було представлено начерки майбутньої гарнітури «Київ».
1983 — IV республіканська виставка книжкового мистецтва у Києві. Виставлені «Ґарнітура Київ» та частини дипломної роботи (О. Генрі «Королі і капуста»). Були подані також «Джокер», «Ланцуг» та «Летопись». З 1984-го активно займається керамікою, з 1991-го працює в кооперативі «Гончарі».
1992 — керамічні виставки «Ательє-2» та «Кераміка для дому та офісу» (Галерея «Гончарі», Київ).
1992 — республіканський диплом за оформлення художнього альбому «Український авангард» («Мистецтво», Київ)
1993 — керамічні виставки «Чайник-93» та «Кераміка для дому та офісу» (Виставковий зал Спілки художників України, Київ).
1994—1998 — видання статей з історії та теорії шрифту у часописі «Друкарство» (Київ).
1996 — виставка митців в ізраїльській амбасаді (Київ), «Чаша, чашка» (Галерея «Гончарі», Київ) та «МініАрт» (Галерея «36», Київ).
1997 — виставка «Кераміка, графіка та простір» у складі мистецької групи «Ананас» («Galerie im Flur», Магдебург), «Season», у складі мистецької групи «Ананас» (Галерея «ЕЗ», Київ) та «МініАрт» (Галерея «36», Київ).
1997 — виставка керамічних масок «Antlitz Afrikas», Afrikaladen «Sambesi». Магдебург. «Світильник-98», (Галерея «Гончарі», Київ).
З 1998 — співробітник МСНПП «ЮНІК», відділ нових комп'ютерних шрифтів, працює над шрифтами Абетка, Київ, Джокер, Ланцуг, Варбур, Юніфонт, Іоан.
З 1999 — співробітництво з тель-авівською шрифтовою фірмою «MasterFont», шрифти Абетка, Київ, Нетта (іврит).
1999 — виставка на ярмарці єврейської книги (Київ). Шрифти «Варбур» та «Єгупець».
2000 — підготовка, організація та участь у Першій київській виставці оригамі.
2000 — «Ceramik 2000», Каїр, Єгипет.
З 2001 — співробітництво з Гамбурзькою шрифтовою фірмою Elsner+Flake. Шрифти Kiev, Lanzug, RoseGarden, RoseDeko, Vivaldi Cyr, Viktor's Raven, Abetka, Varbur, Elf, Gandalf, Unifont, UniFat, Bilibin.
2001 — виставка оригамі (Москва).
2001 — два призи та диплом на конкурсі «TypeArt» (Москва). Шрифти Варбур, Джокер та Абетка.
2002 — виставка «Шьонебек в квадраті» — живопис, шрифтова композиція, фотографія (Німеччина), фотовиставка (Шьонебек, Німеччина) та художня виставка у «крайовій Народній Вищій школі» — живопис, фотографія, шрифт Біла Ворона (Шьонебек, Німеччина).
З 2004 — співробітництво з московською шрифтовою фірмою ПараТайп. Шрифт Джокер для латини, кирилиці, грецької, єврейської, вірменської, грузинської та арабської абеток.
2004 — участь у Празькій конференції AtypI та членство в AtypI. Видання брошури «Нелатинські шрифти: кирилиця та інші».
2005 — два дипломи на конкурсі «TypeArt'05» (Москва). Шрифти «ЮніОпт» і «Квітуча Лука».
2005 — делегат України в AtypI. Доклад «Українські шрифти: історія та сучасність» на конференції AtypI в Гельсінкі.
2006 — участь у виставці «ТипоБлок», Харків.
2006 — участь у Лісабонській конференції AtypI. Публікація короткого огляду українського літерництва у щорічному звіті крайових делегатів AtypI.
2006 — шрифт «Богдан» для латини, грецької, старої та нової кирилиці, глаголиці, Юніопт для латини, грецької, кирилиці та орнаментальний шрифт Квітуча Лука для ПараТайпу.
2007 — виступ на Atypl у Брайтоні
2009 — виступ на Atypl у Мехіко
Засновник ФБ-спільноти «Щедрик, шрифтова поміч» (2017). Кошти від продажу шрифтів йдуть на підтримку України, допомогу медикам-волонтерам на фронті.